# Bettina Altesleben
Bettina Altesleben (* 11. August 1961 in Saarbrücken) ist eine deutsche Gewerkschaftsfunktionärin und Politikerin (SPD). Seit 2022 ist sie Staatssekretärin im saarländischen  Ministerium für Arbeit, Soziales, Frauen und Gesundheit.

## Leben
In den Jahren 1976 bis 1978 absolvierte Altesleben eine kaufmännische Ausbildung in der saarländischen Stahlindustrie und arbeitete dort bis zum Jahr 1993. Nach der Wahl zur Vorsitzenden des DGB-Kreises Saarbrücken im Oktober 1993 wurde sie am 1. November 1993 hauptamtliche Gewerkschafterin und war Geschäftsführerin der DGB-Region Saar. Im November 2021 wurde sie zur stellvertretenden Vorsitzenden des DGB Rheinland-Pfalz/Saarland gewählt.
Altesleben ist als Beisitzerin Mitglied des Landesvorstandes der saarländischen SPD. Am 23. September 2007 kandidierte Altesleben bei der Bürgermeisterwahl in Überherrn gegen Amtsinhaber Thomas Burg, unterlag jedoch.
Am 21. April 2022 stellte die Ministerpräsidentin des Saarlandes, Anke Rehlinger, Altesleben als Staatssekretärin im Ministerium für Arbeit, Soziales, Frauen und Gesundheit vor, die Ernennung erfolgte am 27. April 2022 durch den zuständigen Minister Magnus Jung.
Bettina Altesleben wohnt im Überherrner Ortsteil Bisten.